# Listă de filme americane din 1905
Aceasta este o listă de filme americane din 1905:
| Titlu                                                                                                  | Regizor                | Actori | Gen                          | Note |
| --- | ---------------------- | ------ | ---------------------------- | ---- |
| Adventures of Sherlock Holmes; or, Held for Ransom                                                     | J. Stuart Blackton     |        |                              |      |
| Airy Fairy Lillian Tries on Her New Corsets                                                            |                        |        |                              |      |
| A Ballroom Tragedy                                                                                     |                        |        |                              |      |
| Burglar Bill                                                                                           |                        |        |                              |      |
| Coney Island at Night                                                                                  |                        |        |                              |      |
| A Dog Lost, Strayed or Stolen                                                                          |                        |        |                              |      |
| Hippodrome Races, Dreamland, Coney Island                                                              |                        |        |                              |      |
| Escape from Sing Sing                                                                                  |                        |        |                              |      |
| The Green Goods Man; or, Josiah and Samanthy's Experience with the Original 'American Confidence Game' |                        |        |                              |      |
| The Great Jewel Mystery                                                                                |                        |        |                              |      |
| I.B. Dam and the Whole Dam Family                                                                      |                        |        |                              |      |
| The Kleptomaniac                                                                                       |                        |        |                              |      |
| Impersonation of Britt-Nelson Fight                                                                    |                        |        |                              |      |
| New York Subway                                                                                        |                        |        |                              |      |
| The Nihilists                                                                                          |                        |        |                              |      |
| Moving Day; or, No Children Allowed                                                                    |                        |        |                              |      |
| License No. 13; or, The Hoodoo Automobile                                                              |                        |        |                              |      |
| Life of an American Policeman                                                                          |                        |        |                              |      |
| The Little Train Robbery                                                                               | Edwin Stanton Porter   |        |                              |      |
| The Night Before Christmas                                                                             | Edwin Stanton Porter   |        |                              |      |
| A Kentucky Feud                                                                                        |                        |        |                              |      |
| Peeping Tom in the Dressing Room                                                                       |                        |        |                              |      |
| The Newsboy                                                                                            |                        |        |                              |      |
| A Policeman's Love Affair                                                                              |                        |        |                              |      |
| The Rat Trap Pickpocket Detector                                                                       |                        |        | Comedie                      |      |
| Reuben in the Opium Joint                                                                              |                        |        |                              |      |
| Raffles the Dog                                                                                        |                        |        |                              |      |
| Raffles the Amateur Cracksman                                                                          | Broncho Billy Anderson |        | Film de aventură/de dragoste |      |
| The Seven Ages                                                                                         |                        |        |                              |      |
| The Servant Girl Problem                                                                               |                        |        |                              |      |
| The Train Wreckers                                                                                     |                        |        |                              |      |
| Tom, Tom, the Piper's Son                                                                              |                        |        |                              |      |
| Watermelon Patch                                                                                       |                        |        |                              |      |
| The Whole Dam Family and the Dam Dog                                                                   |                        |        |                              |      |
| The Vanderbilt Auto Race                                                                               |                        |        |                              |      |